# Heli-Logging

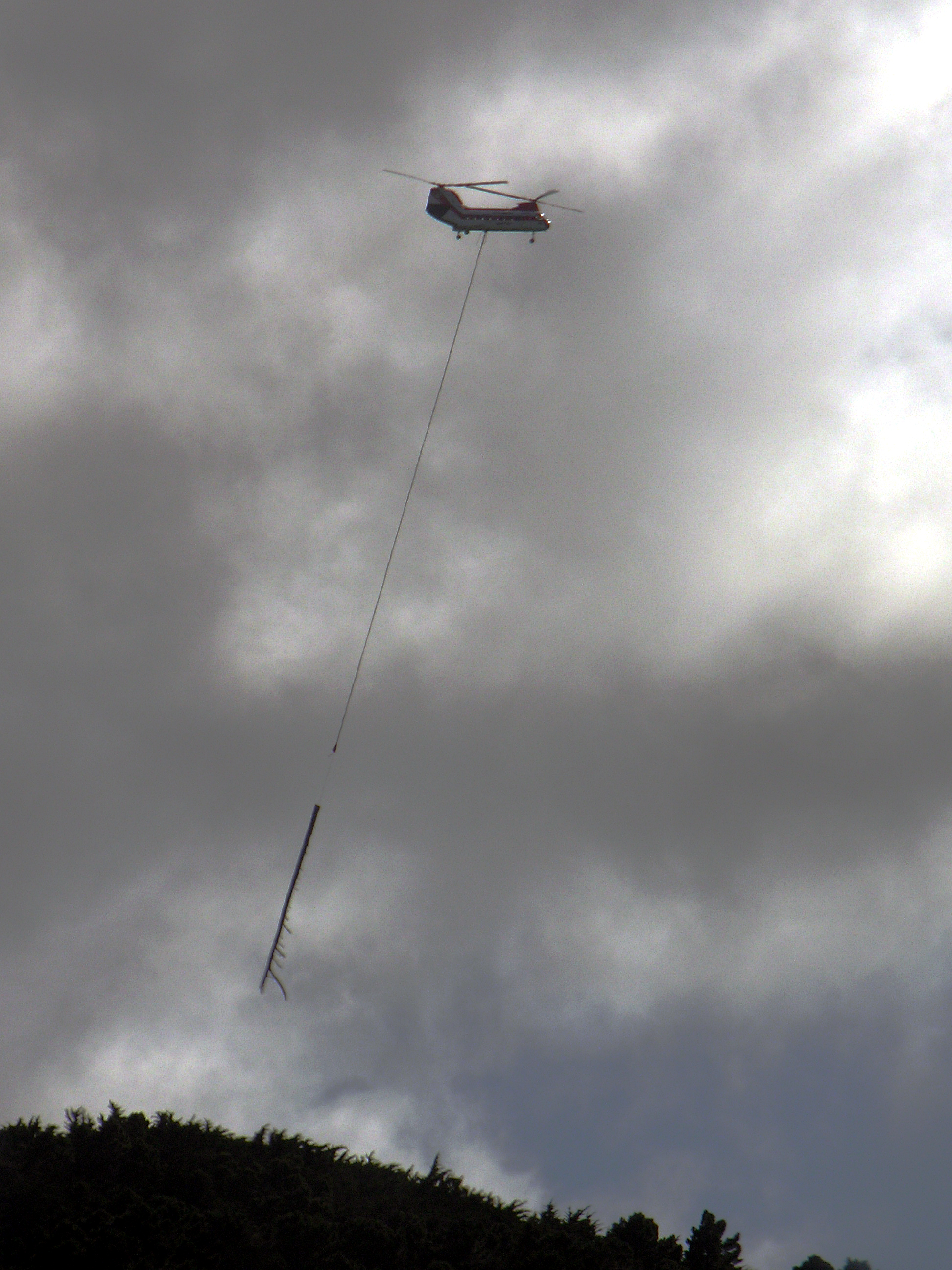
Heli-Logging in Neuseeland

Als Heli-Logging (dt.: Hubschrauber-Holzernte) bezeichnet man den Abtransport von Baumstämmen aus einem Wald zu einem Sammelplatz mittels Hubschrauber. Dieses Verfahren kommt insbesondere in schwer zugänglichen Regionen, z. B. im Gebirge, zum Einsatz. Dabei wird der Baumstamm an einem langen Kabel unter dem Hubschrauber hängend gerückt.
Dabei gibt es zwei unterschiedliche Vorgehensweisen. Beim traditionellen Heli-Logging wird das Holz zunächst geschlagen und für den Transport vorbereitet, bevor der Hubschrauber eintrifft. Dieser ist dann lediglich noch für den Abtransport zuständig. Beim sogenannten Standing-Stem-Verfahren wird der stehende Baum zunächst durch Kletterer von Ästen befreit und anschließend an der Basis so angesägt, dass er gerade noch stehen bleibt. Der Hubschrauber fliegt dann den Baum an, greift ihn mit einem als grapple bezeichneten Greifer, reißt bzw. knickt ihn ab und fliegt den Stamm direkt aus dem Wald.
Vorteilhaft an dieser Methode ist, dass keine Erschließungsstraßen nötig sind, sowie Schonung des Bodens und der umstehenden Bäume. Als nachteilig erweist sich die Abhängigkeit vom Wetter sowie der hohe Treibstoffverbrauch des Hubschraubers.